# Szajk
Szajk è un comune dell'Ungheria di 848 abitanti (dati 2008) situato nella contea di Baranya, regione Transdanubio Meridionale